# Пайдея
На старогръцки, думата пайдея или паидея (παιδεία) означава „образование“ или „отглеждане на дете“. Исторически погледнато, тази дума прави препратка към вид обучение в древна Атина, където се е изучавало една широка обща култрура. Преподавало се е граматика, реторика, математика, философия, география, история и гимнастика. Пайдеята определя процеса на обучение на мъжете, едно образование, включващо моделирането и възпитанието им, чрез което учениците се издигали до тяхната „истинска“ форма, тази на истинския, автентичен човек.
Според Определенията на псевдоПлатон, пайдеята, образованието, са „грижите, които полагаме за душата“
В древна Атина, демократичното управление и пайдеята (комбинирана с ethos, т.е. навиците) трябвало да превърнат човека в добър гражданин, в смисъл да изпълнява добре своята фукция. Един човек със завършена паидея може да бъде добър гражданин или дори цар. Това обучение не се състои в научаването на някакво изкуство или търговия, които Гърците считали за механични задачи и познания, без смисъл и недостойни за гражданите – работниците и занаятчиите били наричани с термина banausos – но в обучението на свободния морал и гордостта или красотата. Пайдеята е културно наследство, което се откривало сред поколенията. Термът паидея е дал идея за нашата концепция за енциклопедията, която е съставена от гръцките думи
ἐγκύκλιος, enkyklios (определящ една пълна система, кръгла) и paideia, която на българския се проявява под формата на наставка – педия. Wikipédia използва също тази наставка.

## Произход
Според гърците пайдеята произхождала от аристократическата класа и отговаряла на нейното културно ниво; културата и младостта трябва да бъдат фасонирани от този идеал, за да може да се достигне добродетелта. В най-ранни времена в Древна Гърция, любовта играела много важна роля в този процес, и възрастните учители били окуражавани в по-голямата част от градовете да поддържат хомосексуална връзка с младите си ученици. Аристократичният идеал е този на Kalos kagathos, добрия и красив мъж. Тази концепция за идеалния мъж е сравнима с рицарството, което възниква по-късно през Средновековието, или с идеята за джентълмена през XVII век във Франция и Англия. Пайдеята предполага идеята за перфекционизъм. В Илиада, Омир казва на цар Пелей, че гръцкият начин на мислене трябва винаги да е очевиден: става дума за превъзходството (ἀρετή / aretế: превъзходно постижение от всякакъв вид). Отново в Илиада се описва превъзходството на физическата сила и куража на гърците, за разлика от троянците. В Одисея се подчертава превъзходството на човешкия дух, който е необходим за победата. Аρετή е необходимо на всеки герой, точно както е във войната за човек, който се стреми да победи. Тя се състои в способността да „държиш главата си с ръце срещу враговете, чудовища и опасности от всякакъв вид, а след това се върнеш победител“.
Този манталитет се забелязва и в склонността на гърците да възпроизвеждат и копират само литературата, която се счита за най-добра. Олимпийските игри имат същия произход. Като цяло, ἀρετή е намерено във всичко, направено от гърците и причинява голяма емулация, давайки сам по себе си място за състезания във всички дисциплини, включително и литература с поетични конкурси, трагедия и комедия.
Древните гърци описват себе си като „любители на красотата“ и носели голямо внимание на естетиката. Те я виждали в природата и в специалните канони. Красотата се разбира, не само като отнасяща се за „повърхностни“ елементи като цвят, светлина или сянка, но в същността на същества, като структури, форми и размери.
През ХХ век, германско-американския класик Werner Jaeger, в своята известна книга Пайдея (1934, 3 тома), използва понятието Пайдея, за да се проследи развитието на гръцката мисъл и образованието от Омир до Демостен. Тази концепция също е била използвана от Мортимър Адлер в своята критика на съвременното образование на Запада.
Платон определя пайдеята на два пъти в своите произведения:
- "Вие бихте разбрали, че имам право, като твърдя, че лакедемонците получават превъзходно образование в науката и в ораторското изкуство, от следното: Ако някой иска да разговаря с най-обикновения лакедемонец, най-напред той ще го намери в много отношения за твърде посредствен във воденето на разговор, но после, в даден момент, лакедемонецът подхвърля като страшно добър стрелец някой забележителен израз, кратък и сбит, така че неговият събеседник не изглежда пред него повече от дете. Както наши съвременници, така и наши предшественици са разбрали това нещо, че да се подражават лакедемонците, значи много повече да се култивира науката, отколкото гимнастиката, понеже са схванали, че този, който може да употребява такива изрази, е крайно образован човек. Между тях са били Талес от Милет, Питак от Митилене, Биас от Приене, нашият съотечественик Солон, Клеобул от Линдос, Мизон от Хенея и на седмо място се споменава Хилон от Лакедемон. Всички те са били ревностни почитатели и ученици на лакедемонското възпитание. И ние бихме разбрали, че такава е била тяхната наука, от произнесените от всеки един от тях кратки и достойни за запомняне изречения, които те, събрани в храма на Аполон в Делфи, са му поднесли като първи плодове на своята мъдрост и са му посветили надписите, които всички повтарят: „Познай себе си“ и „Нищо неумерено“.[3].
- „Красивите неща са трудни“[4].